# Гвоздянка
Гвоздянка (пол. Gwoździanka) — село в Польщі, у гміні Небилець Стрижівського повіту Підкарпатського воєводства. Давнє українське (до акції Вісла) село. Населення — 342 особи (2011).

## Етнографія
Науковці зараховували жителів Гвоздянки разом з довколишніми селами до замішанців — проміжної групи між лемками і надсянцями.

## Історія
У 1591 р. проживало 15 осіб.
У 1939 році в селі проживало 490 мешканців (300 українців і 190 поляків). В селі була дерев’яна церква Безсрібників Косми і Даміяна, збудована в 1625 р., належала до Короснянського деканату. Парафія ериґована (заснована) в 1625 р. дідичем Стефаном Моховським, коло 1791 р. приєднана до парафії в с. Близенька. Метричні книги велися з 1776 р.
Після 2-ї світової війни село опинилось на теренах ПНР. В січні 1945 року близько сотні осіб української національності були вбиті поляками, а решта  виселено з села у травні 1945 р. внаслідок укладення радянсько-польського договору в СРСР.
Давня церква УГКЦ використовується як філіяльний костел РКЦ.
У 1975-1998 роках село належало до Ряшівського воєводства.

## Демографія
Демографічна структура станом на 31 березня 2011 року:
|          | Загалом | Допрацездатний вік | Працездатний вік | Постпрацездатний вік |
| -------- | ------- | ------------------ | ---------------- | -------------------- |
| Чоловіки | 167     | 42                 | 107              | 18                   |
| Жінки    | 175     | 31                 | 96               | 48                   |
| Разом    | 342     | 73                 | 203              | 66                   |

- 1831 — 230 греко-католиків
- 1842 — 233 греко-католики
- 1843 — 235 греко-католиків
- 1849 — 211 греко-католиків
- 1868 — 230 греко-католиків
- 1879 — 250 греко-католиків
- 1889 — 307 греко-католиків
- 1899 — 340 греко-католиків (також 105 римо-католиків і 19 юдеїв)
- 1908 — 357 греко-католиків
- 1918 — 342 греко-католики
- 1928 — 268 греко-католиків